# Bevonium
Bevonium là một thuốc kháng muscarinic.